# Bengt Gustafsson (astronom)
Bengt Erik Viktor Gustafsson, född 18 juli 1943 i Uppsala, är en svensk astronom och professor emeritus.

## Biografi
Bengt Gustafsson är son till professorn i kulturteknik vid Kungl. Tekniska högskolan Yngve Gustafsson och hushållsläraren Gertrud, född Bergek, samt yngre bror till läkaren Lars H. Gustafsson. Han studerade vid Uppsala universitet och blev filosofie licentiat 1968 samt filosofie doktor och docent i astronomi 1974. Han var professor i astronomi vid Stockholms Observatorium 1983–1987 och 1987–2012 professor i teoretisk astrofysik vid Uppsala universitets astronomiska observatorium. Hans forskning har främst omfattat teoretiska modeller för stjärnornas atmosfärer och Vintergatans utveckling.
Gustafsson har varit en av regeringens vetenskapliga rådgivare och varit ledamot av Naturvetenskapliga forskningsrådet och Vetenskapsrådet. Han är intresserad av livsåskådningsfrågor, forskningsetik och miljöfrågor. Han var direktor för Sigtunastiftelsen 2000–2001.
Bengt Gustafsson har gjort sig känd som en populär föredragshållare och medverkat i vetenskapsteater samt radio- och tv-program. Under sommaren 2015 sändes en programserie med Bengt Gustafsson i Sveriges Radio P2 under programnamnet Sfärernas musik.

## Utmärkelser
- Ledamot av Kungliga Vetenskapssamhället i Uppsala (1982)
- Ledamot av Kungliga Vetenskapsakademien (1983)[2]
- Ledamot av norska och danska vetenskapsakademierna
- Filosofie hedersdoktor vid Universitetet i Oslo (1997)
- Teologie hedersdoktor vid Uppsala universitet (2000)[3]
- H. M. Konungens medalj av 8:e storleken i Serafimerordens band (2017) för betydande insatser som astrofysiker
- Asteroiden 5498 Gustafsson fick sitt namn på hans 50-årsdag 1993.[4]

## Priser
- 1995 – Sixten Heymans pris
- 2002 – KTH:s stora pris[5]
- 2002 – Längmanska kulturfondens pris[6]
- 2007 – Lars Salvius-priset[7]
- 2016 – Disapriset[8]